# Теорема Монже

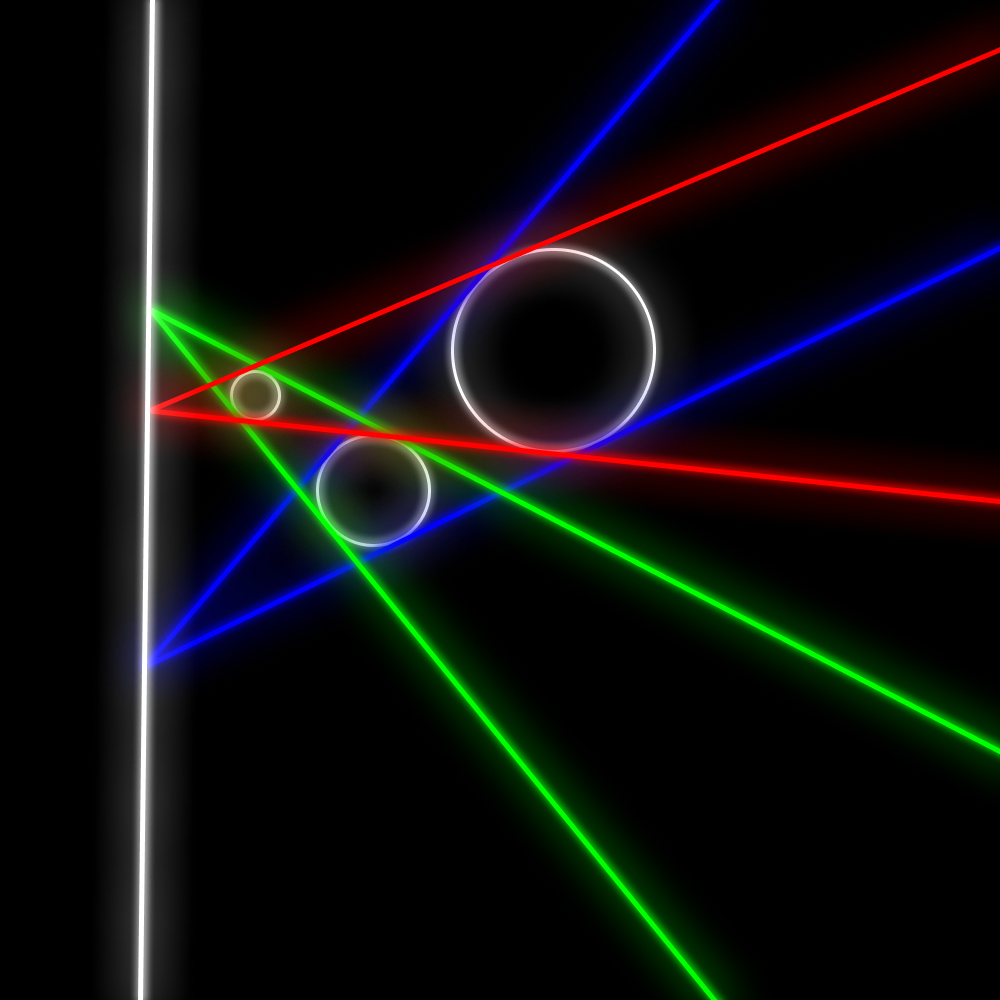
Теорема Монжe. Червоним, синім і зеленим показані пари загальних зовнішніх дотичних.

Теорема Монже, названа на честь Гаспара Монже, стверджує, що для будь-яких трьох кіл на площині, жодне з яких не знаходиться всередині інших, три точки перетину трьох пар зовнішніх дотичних є колінеарні.
Для будь-яких двох кіл на площині зовнішня дотична — це лінія дотична до обох кіл, але яка не проходить між ними. Для будь-яких двох кіл є дві такі зовнішні дотичні лінії.
Якщо два кола однакового розміру, тоді їхні зовнішні дотичні паралельні. Якщо вважаєти, що ці прямі перетинаються в нескінченно віддаленій точці, тоді інші два перетини мають бути на прямій, яка проходить через цю саму нескінченно віддалену точку, тобто вона має бути паралельною до вищезгаданих паралельних зовнішніх дотичних прямих.